# Одернхайм-на-Глане
Одернхайм-на-Глане (нем. Odernheim am Glan) — община в Германии, в земле Рейнланд-Пфальц. 
Входит в состав района Бад-Кройцнах. Подчиняется управлению Бад Зобернхайм.  Население составляет 1746 человек (на 31 декабря 2010 года). Занимает площадь 13,26 км².